# CAB Direct
CAB Direct è una fonte di note per le scienze della vita applicata. Incorpora due database bibliografici: CAB Abstracts e Global Health. CAB Direct è un punto di accesso per più database bibliografici prodotti da CABI. Questo database contiene 8,8 milioni di record bibliografici, che comprendono 85.000 articoli di testo completi. Include anche recensioni di letteratura degne di nota. Anche gli articoli e le relazioni di notizie fanno parte di questo database combinato.
Nel Regno Unito, nel 1947, l'Imperial Agricultural Bureaux divenne il Commonwealth Agricultural Bureaux o CAB. Nel 1986 il Commonwealth Agricultural Bureaux divenne CAB International o CABI.

## CAB Abstracts
CAB Abstracts è un database bibliografico applicato alle scienze della vita che enfatizza la letteratura relativa all'agricoltura, che è di portata internazionale. Contiene 6 milioni di record, con copertura dal 1973 ad oggi, con l'aggiunta di 300.000 abstract all'anno. La copertura tematica comprende l'agricoltura, le scienze ambientali, la medicina veterinaria, l'economia applicata, la scienza dell'alimentazione e della nutrizione. Il database copre questioni internazionali in agricoltura, scienze forestali e discipline affini nelle scienze della vita. Le pubblicazioni indicizzate provengono da 150 paesi in 50 lingue, compresi gli abstract in inglese per la maggior parte degli articoli. La copertura della letteratura comprende riviste, atti, libri e una vasta collezione di periodici agricoli. Anche altri formati non giornalistici sono indicizzati.

### CAB Abstracts Archive
CAB Abstracts Archive è un database di ricerca prodotto da CABI. È stato creato da 600 volumi di abstract stampati, che comprendono ricercche scientifiche raccolte e pubblicate dal 1910 al 1972, e poi digitalizzate per formare l'archivio. Questo database di archivio contiene oltre 1,8 milioni di documenti che riguardano l'agricoltura, la medicina veterinaria, la scienza dell'alimentazione e le scienze ambientali. La copertura tematica include anche la biodiversità, la disinfestazione, l'inquinamento, le malattie degli animali (compresa la zoonosi), la nutrizione e l'industria alimentare. La gestione delle risorse naturali include la coltivazione di piante e l'allevamento di animali. CAB Abstracts Archive è anche indicizzato in altri database che fungono da punti di accesso. Questi altri database sono CAB Direct, Web of Knowledge, EBSCOhost, Ovid Technologies e Dialog.
Le seguenti riviste di stampa (digitalizzate) comprendono CAB Abstracts Archive:
- Animal Breeding Abstracts
- Dairy Science Abstracts
- Field Crop Abstracts
- Forestry Abstracts
- Horticultural Science Abstracts
- Nematological Abstracts
- Nutrition Abstracts and Reviews Series A: Human and Experimental
- Nutrition Abstracts and Reviews Series B: Livestock Feeds and Feeding
- Plant Breeding Abstracts
- Review of Agricultural Entomology
- Review of Medical and Veterinary Mycology
- Review of Medical and Veterinary Entomology
- Review of Plant Pathology
- Soils and Fertilizers
- Tropical Veterinary Bulletin
- Veterinary Bulletin
- Weed Abstracts

### Weed Abstracts
Weed Abstracts, derivato da CAB Abstracts, è un database di abstract incentrato sulla comunicazione scientifica riguardante le piante infestanti e gli erbicidi. Ciò include la biologia delle piante infestanti, comprendente la ricerca scientifica sulla genetica, sull'ecologia, incluso il parassitismo, il veleno, gli allergeni e piante infestanti acquatiche. Un'ulteriore copertura comprende tutti gli argomenti relativi al controllo delle piante infestanti, sia nelle colture che in quelle non coltivate. La ricerca sugli erbicidi comprende formulazioni, resistenza agli erbicidi e gli effetti dei residui di erbicidi nell'ambiente. Ogni anno vengono aggiunti 10.000 record.
Weed Abstracts viene aggiornato settimanalmente con riepiloghi di importanti articoli di riviste in lingua inglese e straniera, relazioni, conferenze e libri su piante infestanti ed erbicidi. La copertura temporale del database comprende dal 1990 ad oggi portando il totale dei sommari di ricerca disponibili a 130.000 record.

## Global Health
Global Health è un database bibliografico incentrato sulla letteratura scientifica nei settori della salute pubblica e delle scienze mediche (compresa la pratica). Le informazioni indicizzate comprendono più di 5000 riviste accademiche e informazioni indicizzate da altre fonti come report, libri e conferenze. Global Health contiene oltre 1,2 milioni di documenti scientifici dal 1973 ad oggi, con un'aggiunta di 90.000 indicizzazioni e abstract all'anno. Le fonti sono estratte da pubblicazioni di 158 paesi e scritti in 50 lingue. Tutti i documenti rilevanti non in lingua inglese sono tradotti in inglese. Fanno parte di questo database anche procedimenti, brevetti, tesi di laurea, pubblicazioni elettroniche e fonti di letteratura pertinenti ma difficili da trovare.

### Global Health Archive
Global Health Archive è un database di ricerca prodotto da CABI. È stato creato da 800.000 documenti, da sei riviste di abstract stampate, in cui sono raccolte ricerche scientifiche pubblicate dal 1910 al 1972 e digitalizzate per formare l'archivio. Global Health Archive è anche indicizzato in altri database che fungono anche da punti di accesso. Questi altri database sono CAB Direct, Web of Knowledge, EBSCOhost, Ovid Technologies e Dialog.
Se combinato con il database Global Health, la copertura dell'indicizzazione va dal 1910 ad oggi. Pertanto, la copertura è costituita da epidemie passate, da tassi e modelli di trasmissione della malattia, durata delle pandemie, tempistica dei picchi epidemiologici, distribuzione geografica delle malattie e preparazione del governo e disposizioni di quarantena. Possono essere presi in considerazione anche: effetti su diverse età e gruppi sociali, gravità nello sviluppo rispetto ai paesi sviluppati, sintomi, cause di mortalità - come problemi secondari come la polmonite - e tassi di mortalità.

### Rivista e copertura tematica
I record per questo database sono derivati dalle seguenti riviste in determinati anni:
- Tropical Diseases Bulletin (1912-83)
- Abstracts on Hygiene and Communicable Diseases (1926-83)
- Review of Veterinary and Medical Entomology (1913-72)
- Review of Veterinary and Medical Mycology (1943-72)
- Nutrition Abstracts and Reviews (1931-72), e Helminthological Abstracts (1932-72)

La copertura tematica include salute pubblica, malattie tropicali e trasmissibili, nutrizione, parassitologia, entomologia e micologia.

### Tropical Diseases Bulletin
Tropical Diseases Bulletin è un database bibliografico e di abstract che si concentra sulla ricerca pubblicata riguardante le malattie infettive e la salute pubblica nei paesi in via di sviluppo e nella zona tropicale e subtropicale. Ciò include aree di ricerca dall'epidemiologia alla diagnosi, dalla terapia alla profilassi, alla medicina tropicale e aspetti correlati della medicina di viaggio. La copertura della ricerca pubblicata su pazienti e popolazioni comprende la salute delle popolazioni emarginate: immigrati, rifugiati e popolazioni indigene.
La copertura del back-file è dal 1990 ad oggi, con una base accessibile di 195.000 abstract e l'aggiunta di 11.000 record all'anno. Come rivista mensile, Tropical Diseases Bulletin è disponibile anche in edizione cartacea. Questo giornale ha indici autore, soggetto e indicizzazione di note. La copertura della rivista cartacea è del 1912. Una versione elettronica del database di questa rivista fa parte del Global Health Archive (vedi sopra).

## Organic Research Database
Questo database di indicizzazione si concentra sulla letteratura scientifica relativa a tutti gli argomenti dell'agricoltura biologica, sia nelle zone temperate che tropicali. Questo include problemi di sostenibilità e fertilità del suolo. La copertura è globale; la letteratura è ottenuta da 125 paesi. La copertura temporale copre 30 anni, 180.000 abstract di ricerca organica, oltre all'aggiunta di 8000 record all'anno. Vengono inoltre forniti collegamenti agli articoli di testo completi, ricerche guidate, categorizzazione di argomenti generali e perfezionamento del soggetto. Il comitato consultivo editoriale di questo database commissiona anche revisioni relative all'agricoltura biologica.

## Archivio di testi completi CABI
L'archivio di testi completi CABI è integrato in tutti i database CABI, inclusi CAB Abstracts e Global Health. Entrambi sono online e pubblicati come riviste cartacee. La copertura comprende 70.000 articoli a testo completo, attraverso accordi con editori terzi. L'80% del contenuto è esclusivo di CABI.
L'archivio di testi completi è costituito dal 50% da articoli di riviste, il restante 50% include documenti di conferenze (procedurali) e da altra documentazione accessibile. L'80% degli articoli sono in inglese e la copertura comprende 56 paesi. Sono inclusi in questo database anche materiali importanti ma difficili da trovare che attraversano discipline comprendono agricoltura, salute e scienze della vita. La letteratura tradizionale e materiali difficili da trovare di uguale rilevanza hanno lo stesso accesso.
L'archivio completo di testo CABI è indicizzato in altri database che fungono anche da punti di accesso, costituiti da Web of Knowledge (Thomson Reuters), CAB Direct, Dimdi, EBSCOhost, Ovid Technologies e Dialog.